# Adesmia pearcei
Adesmia pearcei es una especie de planta floral del género Adesmia, categorizada en la tribu Dalbergieae, de la familia Fabaceae.

## Distribución
Especie nativa de Chile. Crece en el bioma subtropical.

## Taxonomía
Fue descrita por Phil. y publicada en Anales Univ. Chile 41: 704 (1872).